# Santo Stefano al Ponte

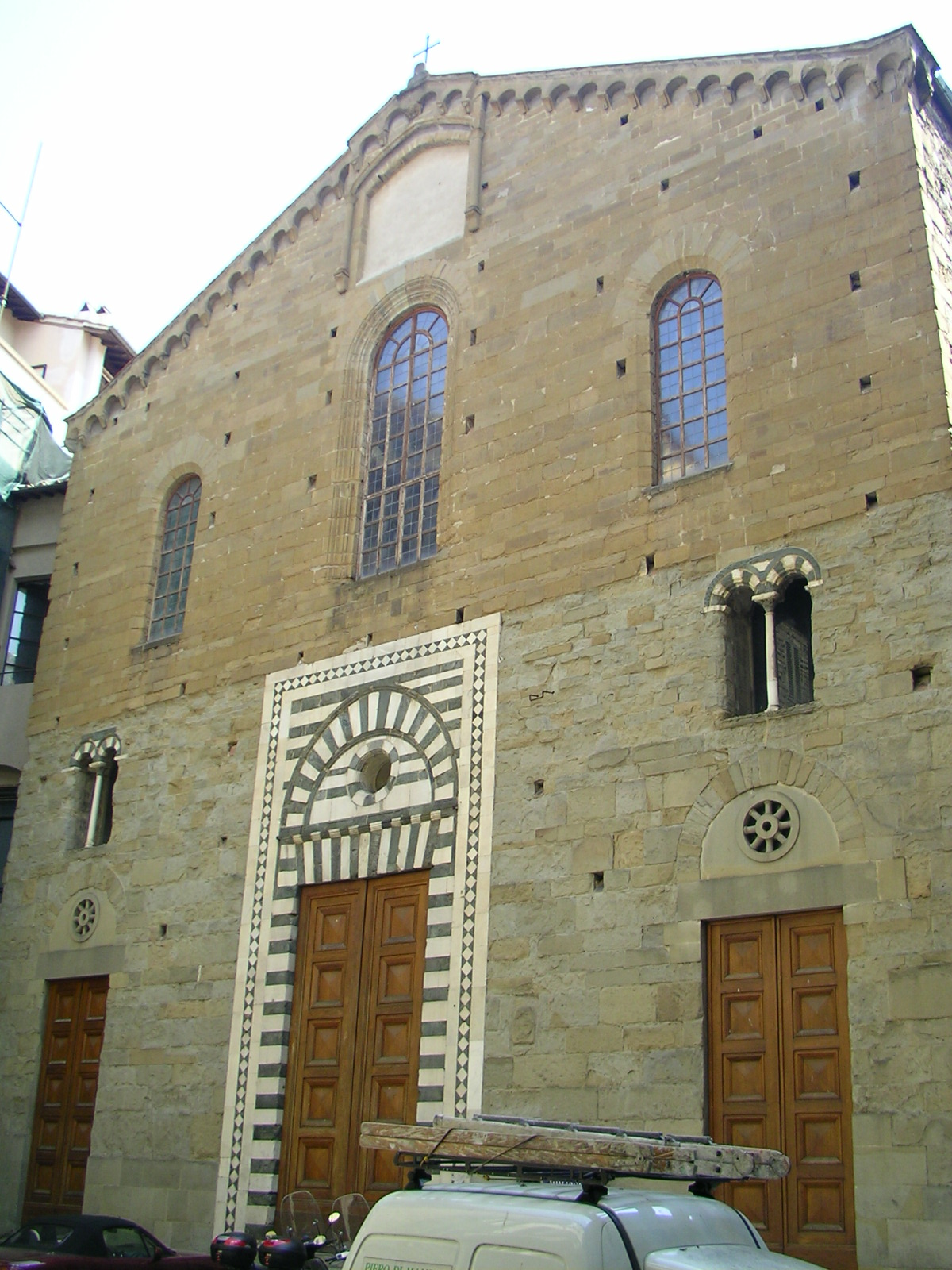
Frontfassade der Santo Stefano al Ponte

Santo Stefano al Ponte („Sankt Stephan an der Brücke“) ist eine römisch-katholische Kirche in Florenz. Erstmals im 12. Jahrhundert urkundlich erwähnt, wird der Kirchenbau heute als Veranstaltungsort für Konzerte und Theateraufführungen genutzt. Der Name der Kirche geht auf den heiligen Stephanus und die Nähe des Ponte Vecchio zurück. In den Nebenräumen der Kirche befindet sich ein Museum mit Kunstgegenständen des Erzbistums Florenz.

## Geschichte
Santo Stefano al Ponte wurde erstmals im 12. Jahrhundert schriftlich erwähnt. Die Einfassung des Mittelportals mit grün-weißem Marmor geht auf das 13. Jahrhundert zurück. Der untere Teil der Fassade ist im romanischen Stil gehalten, der obere Teil zeigt Merkmale der frühen Gotik. Die Kassettendecke im Innenraum mit Holzschnitzereien wie auch das Lesepult stammen aus dem 17. Jahrhundert.

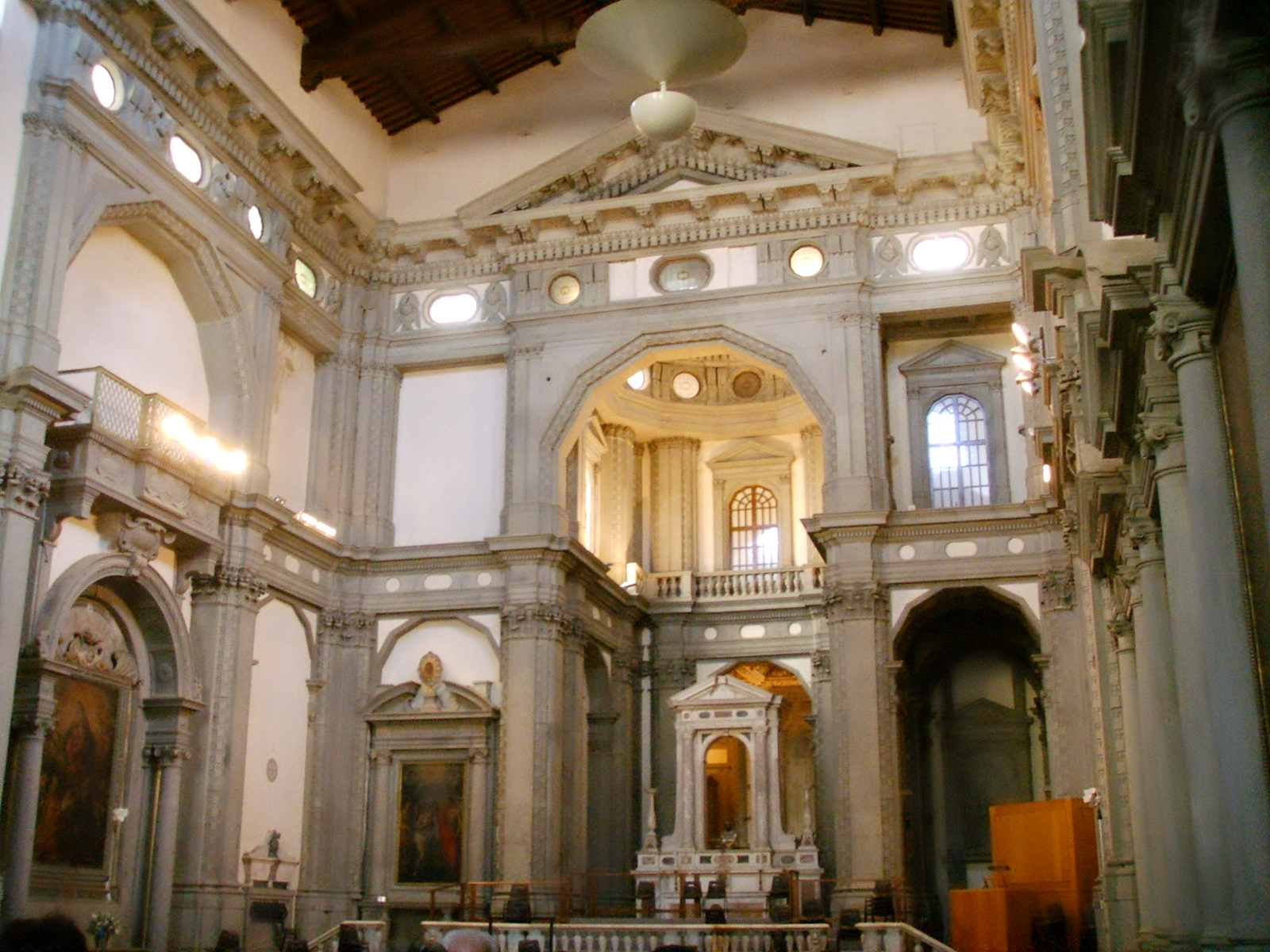
Innenraum mit Kassettendecke

Im 20. Jahrhundert wurde die Kirche durch Arnohochwasser, Krieg und Mafiaattentate stark in Mitleidenschaft gezogen.